# Ремпал, Шелдон
Ше́лдон Ре́мпал (англ. Sheldon Rempal; род. 7 августа 1995, Калгари, Альберта) — канадский хоккеист, правый крайний нападающий клуба НХЛ «Вашингтон Кэпиталз».

## Биография

### Юниорская карьера
Родился 7 августа 1995 года в городе Калгари провинции Альберта, в семье Люси и Гарретт Ремпал. Хоккеем начал заниматься в родном городе, на коньки встал в возрасте четырёх лет и долгое время играл за «Калгари Баффало». В 2013 году продолжил свою карьеру в BCHL за «Нанаймо Клипперс». За клуб из Нанаймо отыграл 3 сезона, провёл 167 игр и набрал 213 (110+103) очков. Последний сезон в BCHL оказался наиболее успешным — 56 игр и 110 (59+51) очков.
В 2016 году поступил в Университет Кларксона и начал выступать в ECAC (NCAA) за студенческую хоккейную команду университета. В самом университете Шелдон Ремпал обучался по специальности «Бизнес и инновации», но учёбу не закончил. Провёл в студенческой лиге два сезона, сыграл 78 игр и набрал 69 (34+35) очков.

### Профессиональная карьера

#### НХЛ
Ремпал не был задрафтованным игроком, поэтому на правах неограниченно свободного агента в марте 2018 года подписал двухлетний контракт новичка с хоккейным клубом «Лос-Анджелес Кингз» на общую сумму $2,7 млн. Начал сезон за фарм-клуб из АХЛ «Онтарио Рейн», позже был переведён в основную команду. В дебютном сезоне НХЛ 2018/19 сыграл всего 7 матчей и результативными действиями не отметился, поэтому был снова отправлен в фарм-клуб, за который сыграл 59 матчей и набрал 40 (15+25) очков.
Перед сезоном 2019/20 подписал квалификационный однолетний контракт с «Лос-Анджелес Кингз» с понижением зарплаты. Играл только за «Онтарио Рейн», шанса сыграть за основную команду в НХЛ ему не дали. За сезон в АХЛ провёл 56 игр, в которых набрал 21 (4+17) очков. После сезона клуб не предложил игроку подписать новый контракт.
В октябре 2020 года на правах свободного агента подписал однолетний контракт с клубом «Каролина Харрикейнз» на сумму $700 тыс.. Сезон 2020/21 начал в АХЛ за фарм-клуб «Чикаго Вулвз». 28 января был вызван в основную команду и сыграл 3 матча в НХЛ, но результативных баллов не заработал и был вновь отправлен в АХЛ. За сезон в АХЛ сыграл 25 матчей и набрал 14 (4+10) очков. Новый контракт предложен не был.
В июле 2021 года подписал однолетний контракт с клубом «Ванкувер Кэнакс» на сумму $750 тыс.. Сезон 2021/22 как обычно начал в АХЛ за фарм-клуб «Абботсфорд Кэнакс». 7 марта был вызван в основную команду и сыграл за «Ванкурвер Кэнакс» в НХЛ один матч, очков не набрал и был снова отправлен в АХЛ. За сезон в АХЛ провёл 55 матчей, в которых набрал 69 (33+36) очков и забрал восьмую строчку лучших бомбардиров АХЛ сезона 2021/22. Кроме того, игроку впервые довелось сыграть в плей-офф АХЛ 2 матча и набрать 2 (1+1) очка. Но клуб не предложил игроку новый контракт.
В июле 2022 года подписал двухлетний контракт с клубом «Вегас Голден Найтс» на общую сумму $1,5 млн. Сезон начал в АХЛ за фарм-клуб «Хендерсон Силвер Найтс». Был вызван в основную команду на один матч 31 декабря, но очков не набрал и был снова отправлен в АХЛ. За сезон в АХЛ сыграл 70 матчей и набрал 63 (25+38) очка.
В 2023 году, перед сезоном НХЛ 2023/24, был вновь отправлен в АХЛ в фарм-клуб «Хендерсон Силвер Найтс». Позже был вызван в основную команду и 24 января 2024 года в матче с «Нью-Йорк Айлендерс» забил свой первый гол в НХЛ и одновременно набрал своё первое очко в НХЛ. Всего за сезон в НХЛ сыграл 9 матчей, набрал 3 (2+1) очка и был отправлен в АХЛ, где в итоге сыграл 63 матча, набрав 45 (27+18) очков.

#### Отъезд в Россию
По окончании сезона НХЛ 2023/24 «Вегас Голден Найтс» не сделал предложения по продлению контракта и в июле 2024 года Ремпал подписал однолетний контракт с хоккейным клубом «Салават Юлаев» из Уфы на сумму 88 миллионов рублей. Дебют нападающего в КХЛ состоялся 5 сентября 2024 года в матче с хоккейным клубом «Ак Барс», в нём он отличился и своим первым голом в КХЛ. В матче с «Автомобилистом» 11 сентября отличился ассистентским хет-триком, тем самым набрал 3 очка. В матче с «Трактором» 25 сентября набрал 4 (2+2) очка. 24 октября в матче с «Торпедо» снова набрал 3 (1+2) очка. В очередной раз набрал 3 (1+2) очка в матче с «Барысом» 30 декабря. В матче против «Сочи» 23 января 2025 года оформил свой первый хет-трик в КХЛ.

## Стиль игры
Шелдон Ремпал является негабаритным и быстрым игроком. По словам самого игрока, он стремится играть преимущественно быстро, технично и креативно, проявляя упорство и диктуя игру. В период выступления Ремпала в НХЛ за «Лос-Анджелес Кингз», комментаторы и специалисты телеканала Fox Sports говорили о нём, как о динамичном нападающем, отмечали его скорость и игру в большинстве. О его скоростных характеристиках говорил и главный тренер «Онтарио Рейн» Майк Стотерс, отмечая хорошее катание игрока и отличное владение шайбой.
Игрок также отмечает, что с детства следил за игрой Мартена Сан-Луи, который был скоростным игроком небольшого роста, и именно к его модели игры он стремится.

## Достижения

### Личные

#### Юниорская карьера
| Год  | Команда               | Достижение                             |
| ---- | --------------------- | -------------------------------------- |
| 2016 | Нанаймо Клипперс      | Лучший снайпер BCHL                    |
| 2016 | Нанаймо Клипперс      | Попадание в Сборную всех звёзд BCHL    |
| 2017 | Университет Кларксона | Попадание в Сборную молодых звёзд NCAA |
| 2018 | Университет Кларксона | Попадание в Сборную всех звёзд NCAA    |

#### АХЛ
| Год  | Команда      | Достижение                    |
| ---- | ------------ | ----------------------------- |
| 2019 | Онтарио Рейн | Участник Матча всех звёзд АХЛ |

#### КХЛ
| Год  | Команда       | Достижение                                    |
| ---- | ------------- | --------------------------------------------- |
| 2025 | Салават Юлаев | Лучший нападающий 1/8 плей-офф Кубка Гагарина |

По данным Eliteprospects.com

## Статистика
| Легенда | Легенда                    | Легенда | Легенда                   | Легенда | Легенда    |
| ------- | -------------------------- | ------- | ------------------------- | ------- | ---------- |
| И       | Количество проведённых игр | Штр     | Штрафное время            | +/−     | Плюс-минус |
| Г       | Голы                       | П       | Голевые передачи          | О       | Очки       |
| -       | Статистика неизвестна      | —       | Статистика не учитывалась |         |            |

### Клубная карьера
По данным NHL.com, AHL.com, Eliteprospects.com